# Роуздейл (Манітоба)
Роуздейл (англ. Rosedale) — сільський муніципалітет в Канаді, у провінції Манітоба.

## Населення
За даними перепису 2016 року, сільський муніципалітет нараховував 1672 жителів, показавши зростання на 2,8%, порівняно з 2011-м роком. Середня густина населення становила 1,9 осіб/км².
З офіційних мов обидвома одночасно володіли 35 жителів, тільки англійською — 1 615, а 20 — жодною з них. Усього 510 осіб вважали рідною мовою не одну з офіційних, з них 10 — українську.
Працездатне населення становило 66,7% усього населення, рівень безробіття — 1,4% (0% серед чоловіків та 0% серед жінок). 70,5% були найманими працівниками, 28,8% — самозайнятими.
Середній дохід на особу становив $35 639 (медіана $26 240), при цьому для чоловіків — $40 435, а для жінок $29 807 (медіани — $30 912 та $22 016 відповідно).
26,9% мешканців мали закінчену шкільну освіту, не мали закінченої шкільної освіти — 37%, 35,6% мали післяшкільну освіту, з яких 17,9% мали диплом бакалавра, або вищий.
| Статево-вікова структура населення | Статево-вікова структура населення | Статево-вікова структура населення | Статево-вікова структура населення | Статево-вікова структура населення |
| ---------------------------------- | ---------------------------------- | ---------------------------------- | ---------------------------------- | ---------------------------------- |
|                                    |                                    |                                    |                                    |                                    |
| Всього                             | Всього                             | 51,3%48,7%                         |                                    |                                    |
| 0 — 14 років                       | 0 — 14 років                       |                                    | 22,5%                              | 22,5%                              |
| 15 — 64 років                      | 15 — 64 років                      |                                    | 61%                                | 61%                                |
| 65 і більше                        | 65 і більше                        |                                    | 16,5%                              | 16,5%                              |
| 85 і більше                        | 85 і більше                        |                                    | 0,6%                               | 0,6%                               |
| Середній вік (років)               | Середній вік (років)               | 39,437,8                           | 38,6                               | 38,6                               |
| Медіана (років)                    | Медіана (років)                    | 40,237,4                           | 39,0                               | 39,0                               |
| — чоловіки — жінки                 |                                    |                                    |                                    |                                    |

| Походження мешканців:     | Походження мешканців:     | Походження мешканців: | Походження мешканців: | Походження мешканців: |
| ------------------------- | ------------------------- | --------------------- | --------------------- | --------------------- |
| Походження                |                           |                       | осіб                  | %                     |
| Корінні американці        | Корінні американці        |                       | 60                    | 4.49%                 |
| Інше північноамериканське | Інше північноамериканське |                       | 270                   | 20.22%                |
| Європейське               | Європейське               |                       | 1 190                 | 89.14%                |
| британське                | британське                |                       | 635                   | 47.57%                |
| французьке                | французьке                |                       | 105                   | 7.87%                 |
| українське                | українське                |                       | 260                   | 19.48%                |
| Азійське                  | Азійське                  |                       | 50                    | 3.75%                 |

| Зайнятість населення за галузями (за класифікацією NOC): | Зайнятість населення за галузями (за класифікацією NOC): | Зайнятість населення за галузями (за класифікацією NOC): | Зайнятість населення за галузями (за класифікацією NOC): | Зайнятість населення за галузями (за класифікацією NOC): |
| -------------------------------------------------------- | -------------------------------------------------------- | -------------------------------------------------------- | -------------------------------------------------------- | -------------------------------------------------------- |
|                                                          |                                                          |                                                          |                                                          |                                                          |
| Управління                                               | Управління                                               |                                                          | 17,9%                                                    | 17,9%                                                    |
| Бізнес, фінанси та адміністрування                       | Бізнес, фінанси та адміністрування                       |                                                          | 6,2%                                                     | 6,2%                                                     |
| Природничі та прикладні науки                            | Природничі та прикладні науки                            |                                                          | 3,4%                                                     | 3,4%                                                     |
| Охорона здоров'я                                         | Охорона здоров'я                                         |                                                          | 6,2%                                                     | 6,2%                                                     |
| Освіта, правозахист, муніципальні та урядові служби      | Освіта, правозахист, муніципальні та урядові служби      |                                                          | 9%                                                       | 9%                                                       |
| Мистецтво, культура, відпочинок та спорт                 | Мистецтво, культура, відпочинок та спорт                 |                                                          | 2,8%                                                     | 2,8%                                                     |
| Роздрібна торгівля та послуги                            | Роздрібна торгівля та послуги                            |                                                          | 14,5%                                                    | 14,5%                                                    |
| Гуртова торгівля, транспорт та обладнання                | Гуртова торгівля, транспорт та обладнання                |                                                          | 20,7%                                                    | 20,7%                                                    |
| Природні ресурси, сільське господарство                  | Природні ресурси, сільське господарство                  |                                                          | 16,6%                                                    | 16,6%                                                    |
| Виробництво                                              | Виробництво                                              |                                                          | 3,4%                                                     | 3,4%                                                     |

## Населені пункти
До складу сільського муніципалітету входить містечко Ніпава, а також хутори, інші малі населені пункти та розосереджені поселення.

## Клімат
Середня річна температура становить 2,2°C, середня максимальна – 22,9°C, а середня мінімальна – -24,4°C. Середня річна кількість опадів – 505 мм.
| Клімат поселення                              | Клімат поселення | Клімат поселення | Клімат поселення | Клімат поселення | Клімат поселення | Клімат поселення | Клімат поселення | Клімат поселення | Клімат поселення | Клімат поселення | Клімат поселення | Клімат поселення | Клімат поселення |
| Показник                                      | Січ.             | Лют.             | Бер.             | Квіт.            | Трав.            | Черв.            | Лип.             | Серп.            | Вер.             | Жовт.            | Лист.            | Груд.            |                  |
| Середній максимум, °C                         | −10,88           | −7,08            | −0,67            | 9,01             | 17,30            | 22,93            | 22,66            | 22,71            | 16,84            | 10,00            | 0,16             | −8,96            |                  |
| Середня температура, °C                       | −17,64           | −13,84           | −7,42            | 2,30             | 10,55            | 16,18            | 18,04            | 18,09            | 12,24            | 5,39             | −4,45            | −13,56           |                  |
| Середній мінімум, °C                          | −24,41           | −20,58           | −14,17           | −4,49            | 3,79             | 9,42             | 13,44            | 13,48            | 7,63             | 0,76             | −9,06            | −18,17           |                  |
| Норма опадів, мм                              | 22               | 16               | 25               | 28               | 64               | 82               | 76               | 63               | 51               | 34               | 20               | 24               |                  |
| Середньомісячна швидкість вітру, м/с          | 3.90             | 3.90             | 4.00             | 4.20             | 4.40             | 3.90             | 3.40             | 3.60             | 3.96             | 4.20             | 4.10             | 3.90             |                  |
| Середньомісячна сонячна радіація, кДж/м²·день | 4084             | 7425             | 12695            | 17201            | 20011            | 21203            | 21855            | 18513            | 12788            | 7646             | 4128             | 3118             |                  |
| --------------------------------------------- | ---------------- | ---------------- | ---------------- | ---------------- | ---------------- | ---------------- | ---------------- | ---------------- | ---------------- | ---------------- | ---------------- | ---------------- | ---------------- |
| Джерело:                                      |                  |                  |                  |                  |                  |                  |                  |                  |                  |                  |                  |                  |                  |